# Daniel
Daniel (em hebraico:  דָּנִיֵּאל, romaniz.: Dāniyyēl; em grego:  Δανιήλ, romaniz.: Daniḗl), também chamado de Beltessazar (em acádio: 𒊩𒆪𒈗𒋀, romaniz.: Beltu-šar-uṣur), é o principal personagem do Livro de Daniel. Segundo a narrativa bíblica, Daniel foi um jovem nobre judeu de Jerusalém levado como prisioneiro de guerra pelas tropas babilônicas após a conquista do reino de Judá. Ele tornou-se uma figura proeminente na corte babilônica e permaneceu fiel ao Deus de Israel, servindo ao rei Nabucodonosor II e seus sucessores com lealdade e competência até o momento em que a Babilônia foi conquistada pelo rei persa Ciro, o Grande.
Ele não é considerado um profeta no Judaísmo, mas os rabinos o consideravam o membro mais ilustre da diáspora babilônica, insuperável em piedade e boas ações, firme em sua adesão à Lei apesar de estar cercado por inimigos que procuravam sua ruína. Daniel é considerado um Profeta no Cristianismo e, embora não seja mencionado no Alcorão, fontes muçulmanas o descrevem como um profeta.

## Antecedentes
O nome Daniel significa "Aquele que é julgado por Deus" ou "Deus assim julgou", ou ainda, "Deus (El) é meu juiz". Enquanto o Daniel mais conhecido é o herói do Livro de Daniel que interpreta sonhos e recebe visões apocalípticas, a Bíblia também menciona brevemente três outros indivíduos com este nome:
1. Daniel é um filho de Davi mencionado em 1 Crônicas 3:1.
2. Esdras 8:2 menciona um sacerdote chamado Daniel que foi da Babilônia a Jerusalém com Esdras.[6]
3. O Livro de Ezequiel (14:14, 14:20 e 28:3) refere-se a um lendário Daniel famoso por sua sabedoria e justiça. No versículo 14.14, Ezequiel diz da pecaminosa terra de Israel que "ainda que estes três, Noé, Daniel e Jó, estivessem nela, eles livrariam apenas as suas próprias vidas pela sua justiça." No capítulo 28, Ezequiel zomba do rei de Tiro, perguntando retoricamente: "Você é mais sábio do que Daniel?".[6] O autor do Livro de Daniel parece ter escolhido esta figura lendária, conhecida por sua sabedoria, para servir como seu personagem humano central.[7]

Daniel (Dn'il ou Danel) também é o nome de uma figura na lenda de Aqhat de Ugarite. (Ugarite foi uma cidade cananeia destruída por volta de 1 200 a.C. – a tabuleta contendo a história é datada de 1 360 a.C.). Este lendário Daniel é conhecido por sua justiça e sabedoria e como sendo um seguidor do deus El (daí seu nome), que deu a conhecer a sua vontade através de sonhos e visões. Segundo a lenda ugarítica, Daniel não tinha filhos para sucedê-lo e por isso ele implora ao deus El pedindo um filho. Durante sete dias, ele fica no templo, dia e noite, orando e chorando. No sétimo dia, o deus Baal pede ao deus El que atenda o pedido de Daniel, com o qual El concorda. As orações de Daniel aos deuses são respondidas com o nascimento de Aqhat. Aqhat recebe um arco maravilhoso do ferreiro divino, o que desperta a inveja da deusa Anat. Anat então inventa uma trama que resulta na morte de Aqhat. Em seguida, a vegetação desaparece por toda terra  e Daniel amaldiçoa os assassinos. A morte injusta de Aqhat causa uma seca que dura anos. A irmã de Aqhat, Pughat, decide buscar vingança matando os assassinos. Infelizmente, o fim do mito ficou perdido e não se sabe o desfecho dessa história.
É improvável que Ezequiel conhecesse a lenda ugarítica muito mais antiga, mas parece razoável supor que existe alguma conexão entre os dois. Os autores dos contos na primeira metade do Livro de Daniel provavelmente também desconheciam o Daniel ugarítico e provavelmente tiraram o nome de seu herói de Ezequiel; o autor das visões na segunda metade, por sua vez, tirou o nome de seu herói a partir dos contos.

## Biografia

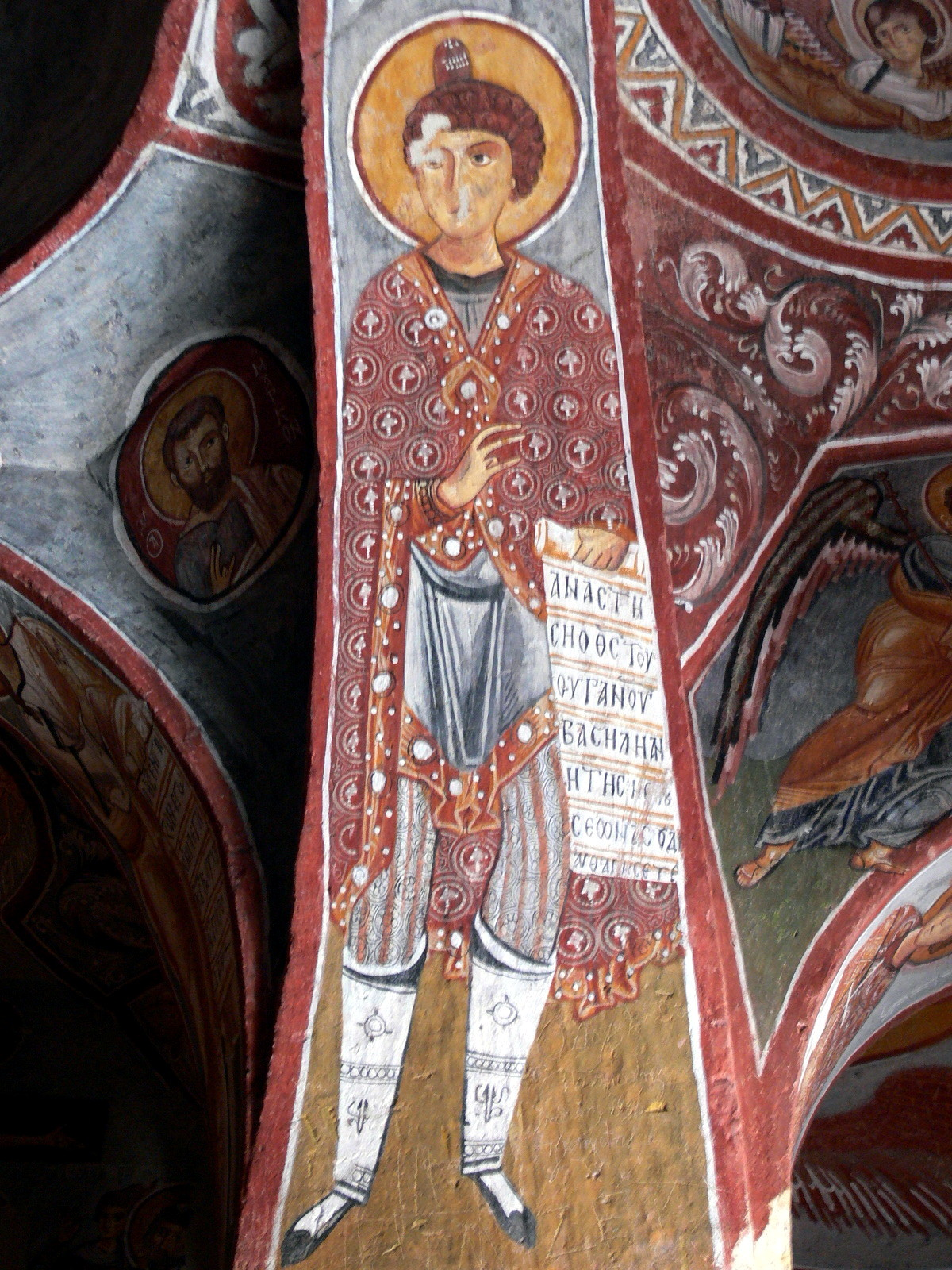
Afresco do profeta Daniel na Elmali Kilise (Igreja da Maçã), em Göreme, Turquia. Século XI.

As únicas informações sobre Daniel encontram-se no livro bíblico que leva seu nome, que pode ser complementado com os dados fornecidos por Flávio Josefo, cujas fontes são desconhecidas. Nenhuma menção é feita, entretanto, do local de nascimento ou da família de Daniel. Não se sabe se ele pertencia à família real judaica ou de uma família nobre do Reino de Judá. Josefo afirma que Daniel era parente do rei Zedequias; essa afirmação é apoiada pela tradição rabínica. Nada se sabe sobre os primeiros anos de sua vida, exceto que ele foi levado para a Babilônia na adolescência.

### Entrada na Babilônia
Jeoaquim, rei de Judá, no terceiro ano de domínio babilônico sobre seu reino, rebelou-se e declarou independência. Nabucodonosor II, imperador da Babilônia, atacou Jerusalém, e os seus soldados cercaram a cidade. Nabucodonosor conquistou a cidade e tomou os objetos de valor que havia no Templo de Jerusalém para que fossem conduzidos ao templo do seu deus, na sala do tesouro. Então Nabucodonosor, segundo o relato bíblico, chamou Aspenaz, o chefe  dos seus eunucos, e ordenou que escolhesse entre os jovens prisioneiros israelitas das famílias que haviam liderado a rebelião judaica, ou seja, da família real e dos nobres.
Todos eles deviam ter boa aparência e não ter defeito físico; deviam ser cultos e instruídos. E precisariam aprender a língua e estudar os escritos dos babilônios, a fim de prepará-los para o serviço governamental. Entre os que foram escolhidos estavam Daniel, Hananias, Misael e Azarias. Aspenaz lhes deu outros nomes babilônicos, isto é, Beltessazar, Sadraque, Mesaque e Abednego, respectivamente. Eles moraram no palácio real, hoje identificado com o sítio arqueológico de Kasr, na margem ocidental do Eufrates. De acordo com a tradição rabínica, Daniel e outros príncipes judeus foram castrados por ordens do rei babilônico, com o objetivo de desencorajar lideranças e frustrar o sentimento de independência em meio ao povo dominado.
Após um treinamento de três anos, Daniel e seu companheiros foram apresentados a Nabucodonosor que, segundo o relato: “os achou dez vezes melhores do que todos os mágicos e astrólogos em seu reino.”

### Susana
O livro de Daniel contém uma adição posterior, considerada canônica pela Igreja Católica, porém não é aceita pela Igreja Protestante e pelo Judaísmo. Segundo essa adição, Daniel salvou Susana: ela havia sido injustamente condenada à morte, e quando a sentença lhe seria aplicada, Daniel interveio na causa e provou sua inocência; e os falsos acusadores foram condenados. Daniel é apresentado neste episódio como alguém em uma idade jovem, uma circunstância que torna sua maturidade de julgamento ainda mais admirável, em contraste com a estupidez e corrupção dos juízes anciãos. Assim como sua intervenção no caso de Susana lhe rendeu fama entre seu povo, isto é, os exilados judeus, também a interpretação do sonho de Nabucodonosor tornou-o famoso entre os babilônios e honrado pela plena confiança do rei.

### Na corte de Nabucodonosor

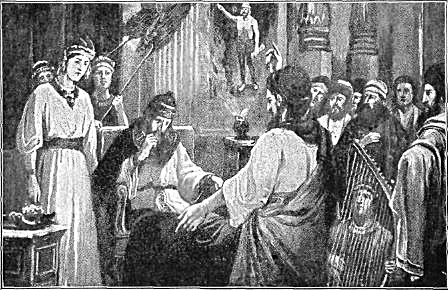
Daniel interpretando o sonho de Nabucodonosor

No segundo ano de seu reinado, Nabucodonosor teve um sonho que o deixou profundamente angustiado, então convocou  seus sábios, adivinhos, astrólogos e feiticeiros para que interpretassem seu sonho. Na ausência de uma resposta satisfatória, o rei ficou irritado e ordenou que todos os sábios do reino fossem executados. Daniel, que não estava presente naquele episódio, também foi preso mas, ao saber do ocorrido, falou com Arioque, chefe da guarda, e pediu prazo para responder ao soberano. O pedido foi atendido. Daniel e seus companheiros oraram a Deus pedindo-lhe que revelasse o sonho do rei. Naquela noite, em uma visão, o sonho do rei foi revelado a Daniel e, no dia seguinte, o profeta apresentou-se ao rei posteriormente contando o sonho de Nabucodonosor, bem como sua interpretação correspondente. Fazendo isso, Daniel salvou da execução a si mesmo e os outros sábios. Este fato marcou o reconhecimento de Daniel, que foi nomeado governador da província da Babilônia e chefe dos sábios. Da mesma forma, os três jovens judeus receberam cargos importantes na administração imperial.
Não se sabe ao certo por que Daniel não estava também envolvido na questão da integridade com que se confrontaram seus companheiros, Sadraque, Mesaque e Abednego, quando mandados adorar a imagem de ouro erigida na planície de Dura. A Bíblia não comenta este assunto. O proceder anterior de Daniel, bem como sua posterior lealdade a Deus, mesmo sob risco de vida, dão plena certeza de que, se é que esteve presente, e em quaisquer circunstâncias, Daniel não transigiu por se curvar diante da imagem. De acordo com a tradição rabínica, Daniel não foi forçado, como foram seus amigos, a adorar o ídolo que Nabucodonosor ergueu; pois o rei, que bem sabia que Daniel preferia ser lançado na fornalha ardente do que cometer idolatria, mandou-o embora de Babilônia para que não fosse forçado a condená-lo. Além disso, era a intenção de Deus fazer com que os três homens fossem retirados da fornalha durante a ausência de Daniel, de forma que seu resgate não fosse atribuído ao mérito deste último.
Mais tarde, Daniel interpretou o sonho de Nabucodonosor a respeito da imensa árvore que foi cortada e que depois se permitiu que brotasse novamente, como representando o próprio grande monarca babilônico. Nabucodonosor ficaria demente por sete anos e depois recuperaria a sua sanidade e seu reino.
Daniel permaneceu na corte real durante o reinado de Nabucodonosor e continuou vinculado a ela durante o reinado de Belsazar. O livro de Daniel omite a existência de Evil-Merodaque, Neriglissar, Labasi-Marduque e Nabonido, fazendo de Belsazar filho de Nabucodonosor. Alguns autores postulam que o termo “pai” não é usado literalmente, mas no sentido de descendente. A Bíblia não diz o que aconteceu com Daniel após a morte de Nabucodonosor em 562 a.C., mas é sugerido  que ele perdeu seu alto cargo na corte e viveu muito tempo aposentado. Após a morte de Nabucodonosor, seu filho, Evil-Merodaque, assume o trono. Ele libertou Joaquim, o deposto rei de Judá, da prisão. É sugerido que o soberano tenha sido influenciado por Daniel e por isso ele mostrou bondade para com Joaquim.

### O banquete de Belsazar
O próximo episódio da vida de Daniel registrado no livro é a festa de Belsazar. Na noite de 5 de outubro de 539 a.C. (calendário gregoriano, ou 11 de outubro no calendário juliano), o co-regente soberano da Babilônia, Belsazar, celebrava uma festa na companhia de mil autoridades do país. Durante a festa, ele ordenou que trouxessem os vasos sagrados do templo de Jerusalém para que ele seus convidados bebessem neles, enquanto louvavam aos deuses babilônios. Belsazar ficou muito abalado quando de repente uma escrita misteriosa apareceu na parede do palácio, traçada por uma mão espectral. Ele convocou todos os seus sábios para dar-lhe interpretação da escrita, mas nenhum deles foi capaz de dar a interpretação. Parece que por muitos anos após a morte de Nabucodonosor Daniel foi pouco usado, se é que foi, como conselheiro, de modo que a rainha (provavelmente rainha-mãe), que se lembrava de sua atuação no passado, achou necessário trazê-lo à atenção de Belsazar já que nenhum dos sábios foi capaz dar a interpretação da escrita. Daniel, sem aceitar as promessas de presentes do rei, decifrou a escrita, que previa a queda da Babilônia nas mãos dos persas. Embora o profeta condenasse o ato de Belsazar, o rei manteve sua promessa e colocou Daniel na posição de terceiro senhor do reino, sendo Nabonido o primeiro e seu filho, Belsazar, o segundo. Naquela mesma noite a cidade foi tomada pelos persas, e o rei foi morto.

### Na cova dos leões

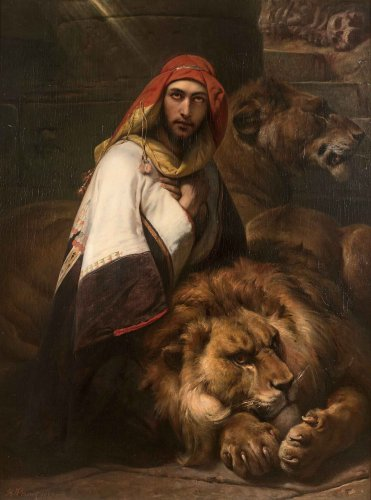
Daniel e o Leão, por Haras Verne.

Daniel continuou no palácio real mesmo após o rei Ciro ter conquistado a Babilônia. Ele sempre foi respeitado, até mesmo pelos governantes, por sua sabedoria. Segundo narra o livro de Daniel, Dario, o Medo, pessoa desconhecida da história, reinou em Babilônia após Belsazar.
Durante o reinado deste soberano, Daniel era um dos três altos funcionários designados sobre os 120 sátrapas que governavam o reino. Daniel se sobressaía no serviço governamental e estava prestes a ser promovido sobre todo o reino, quando a inveja e o ciúme induziram os outros funcionários a tramar a sua execução. A lei que induziram o rei a decretar tinha de envolver a adoração de Deus por Daniel, visto que não podiam achar nenhuma falta nele. Essa intriga valeu-se da fidelidade do profeta a Deus, pois o decreto caprichoso do rei proibia qualquer pedido, fosse a um deus ou a um homem exceto o soberano, por trinta dias.(Daniel 6:1-9:JPS) Quando Daniel soube que o decreto havia sido assinado, ele continuou a orar três vezes ao dia, como de costume; então os outros funcionários o encontraram orando a Deus, pelo que foi acusado de violar o decreto real. O rei agiu com relutância na execução da lei, a qual, segundo o costume, não podia ser alterada, mas teve que cumpri-la e portanto, lançaram Daniel na cova dos leões. Por causa da firme integridade e fé do profeta, Deus enviou seu anjo para salvá-lo da boca dos leões.
Na manhã seguinte, Dario foi verificar o que aconteceu com Daniel, e se surpreendeu ao ver que o profeta não sofreu nenhum dano. Dario executou então justiça, ordenando que os conspiradores fossem jogados imediatamente na cova dos leões.

### Morte
Não existem registros da data e circunstâncias de sua morte. A última menção de Daniel no Livro de Daniel é no terceiro ano de Ciro e é possível que Daniel não vivesse ainda muito tempo depois disso. Se ele era adolescente quando foi levado a Babilônia, então tinha mais oitenta anos de idade quando recebeu a visão registrada nos capítulos 10 a 12 de seu livro. A declaração do anjo a Daniel: “Quanto a ti mesmo, vai para o fim; e descansarás, porém, no fim dos dias enguer-te-ás para receber a tua sorte”, parece indicar que sua vida estava chegando ao fim, tendo ele a certeza de ser ressuscitado.(Daniel 12:13:JPS) Alguns sugerem que Daniel não voltou para a Judeia após o fim do Cativeiro, enquanto outros afirmam que ele realmente voltou para a Judeia e morreu lá. Algumas fontes rabínicas supõem que ele ainda estava vivo durante o reinado do rei persa Assuero, como no Targum Rishon, em que Hataque, morto por Hamã (o perverso primeiro-ministro de Assuero), torna-se identificado com Daniel; no Targum Sheni, Daniel é identificado com Memucã e aconselha Xerxes a punir Vasti. É possível que Daniel tenha morrido em Susã, com oitenta e cinco anos, onde existe um provável túmulo onde estaria seu corpo, este lugar é conhecido como 'Shush-Daniel'.[carece de fontes?]

## Túmulo de Daniel

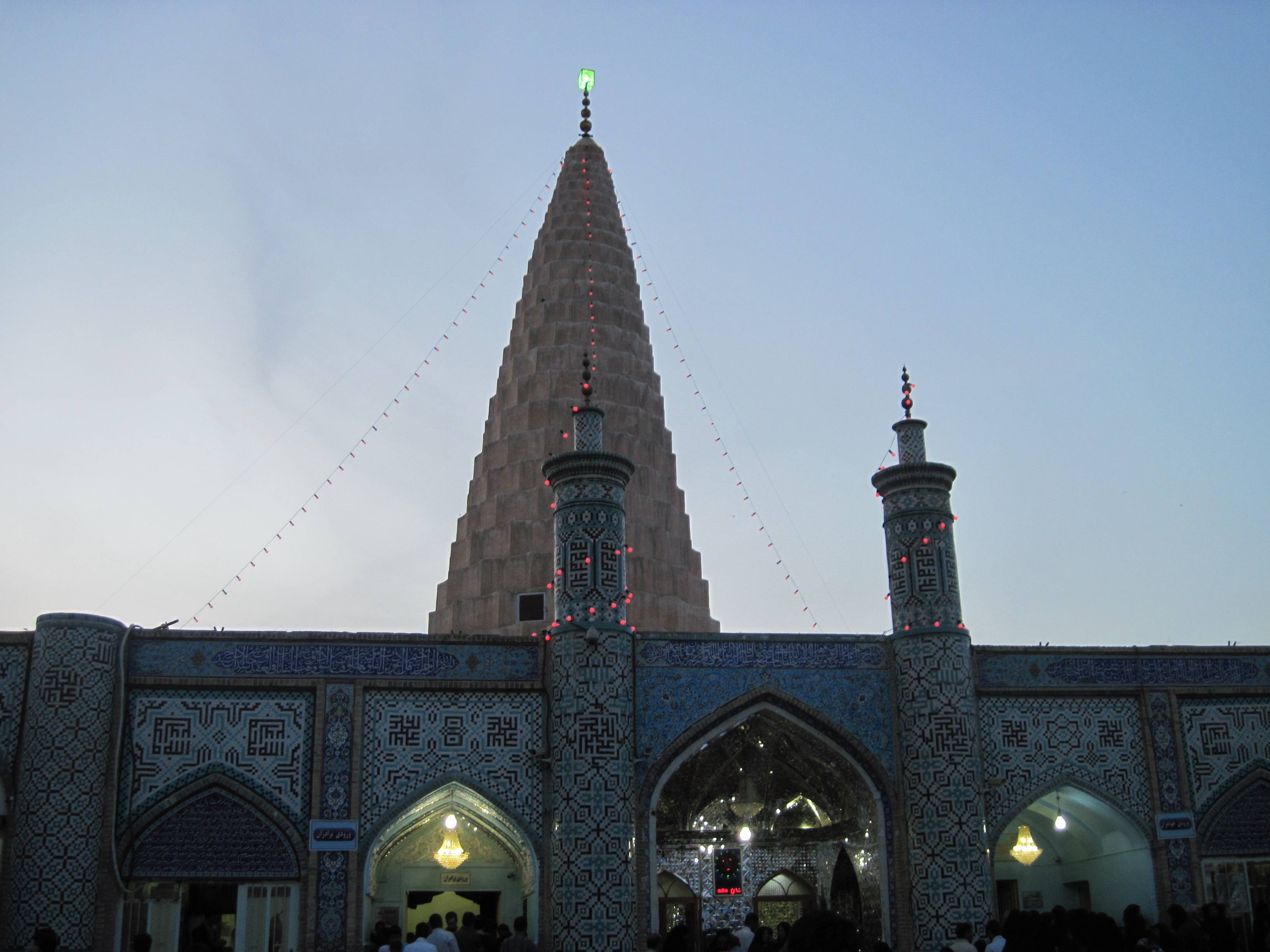
Túmulo de Daniel em Susã

O escritor judeu do século I Flávio Josefo relatou que o corpo de Daniel jazia em uma torre em Ecbátana, na Pártia, ao lado dos corpos dos reis dos medos e persas; posteriormente, autoridades judaicas disseram que ele foi enterrado em Susã e que perto de sua casa estavam escondidos os vasos do Templo de Salomão. Fontes muçulmanas relataram que os muçulmanos haviam descoberto seu corpo, ou possivelmente apenas uma caixa contendo seus nervos e veias, junto com um livro, um pote de gordura e um anel de sinete gravado com a imagem de um homem sendo lambido por dois leões. O cadáver foi enterrado novamente e aqueles que o enterraram teriam sido decapitados para evitar que revelassem o local.
Hoje, seis cidades reivindicam o Túmulo de Daniel: Babilônia, Quircuque e Muqdadiyah no Iraque, Susã e Malamir no Irã e Samarcanda no Uzbequistão. A mais famosa é a de Susã, (Shush, no sul do Irã), em um local conhecido como Shush-e Daniyal. De acordo com a tradição judaica, os ricos e os pobres da cidade discutiam pela posse do corpo, e o esquife era, portanto, suspenso por uma corrente no centro do rio. Uma casa de oração aberta a todos os que acreditavam em Deus foi construída nas proximidades, e a pesca foi proibida por uma certa distância rio acima e rio abaixo; os peixes que nadavam naquela seção do rio tinham cabeças que brilhavam como ouro, e alega-se que as pessoas ímpias que entravam no recinto sagrado milagrosamente se afogavam no rio. Até hoje, a tumba é um local popular de peregrinação.

## Profecias e visões
De acordo com o livro de Daniel, esse profeta recebeu duas visões durante o primeiro e o terceiro ano do reinado de Belsazar. Nelas diferentes animais fantásticos apareciam diante de seus olhos para representar as grandes potências mundiais que sucederiam o Império Babilônico até um tempo indeterminado em que estas seriam destruídas e um domínio celestial seria estabelecido por "alguém semelhante a um filho de homem". Não há certeza sobre se Daniel realmente estava em Susã quando recebeu a visão registrada no capítulo 8, ou se ele viu a si mesmo ali em visão.
Talvez a profecia mais famosa atribuída a Daniel seja a das Setenta Semanas. A narrativa bíblica diz que no primeiro ano do rei Dario, Daniel notou nos escritos de Jeremias que o fim dos setenta anos de desolação de Jerusalém estava se aproximando. Ele então recebeu uma revelação transmitida por meio de Gabriel onde foi anunciada a reconstrução da cidade, a morte de um Ungido (Messias) e o cumprimento de todas as profecias. A previsão fixou os prazos para esses eventos em semanas, que, segundo todos os comentaristas, correspondem a períodos de sete anos. Outra profecia bem conhecida é a do carneiro e do bode, na qual se mostra a derrota e a conquista do império medo e do império persa pelas mãos de Alexandre, o Grande.
Mais tarde, quando era o terceiro ano de Ciro (536 a.C.
), Daniel recebeu novas visões apocalípticas. Nelas um anjo passou a revelar o que havia de sobrevir ao povo de Daniel no fim dos tempos. Começando com os reis da Pérsia, ele registrou a história com antecedência. A profecia revelava que o cenário mundial passaria a ser dominado por duas principais potências políticas, opostas, chamados de "o rei do norte" e "o rei do sul", possivelmente alguns dos soberanos helenísticos. Tal situação prevaleceria até o arcanjo Miguel pôr-se de pé, a que se seguiria um tempo de grande aflição.
Finalmente, ele prevê a existência de um reino que irá oprimir o povo escolhido, impondo novas leis, proibindo a adoração de acordo com a Torá e exigindo a adoração do soberano. No final das contas, o reino será destruído pelo poder de Deus. Este reino, de acordo com a crítica bíblica (incluindo autores confessionais) é o Império Selêucida sob Antíoco IV, chamado Epifânio, contra o qual os Macabeus se levantaram. A exegese tradicional, entretanto, considera que o soberano opressor corresponde ao Fim dos Tempos.

## Existência histórica

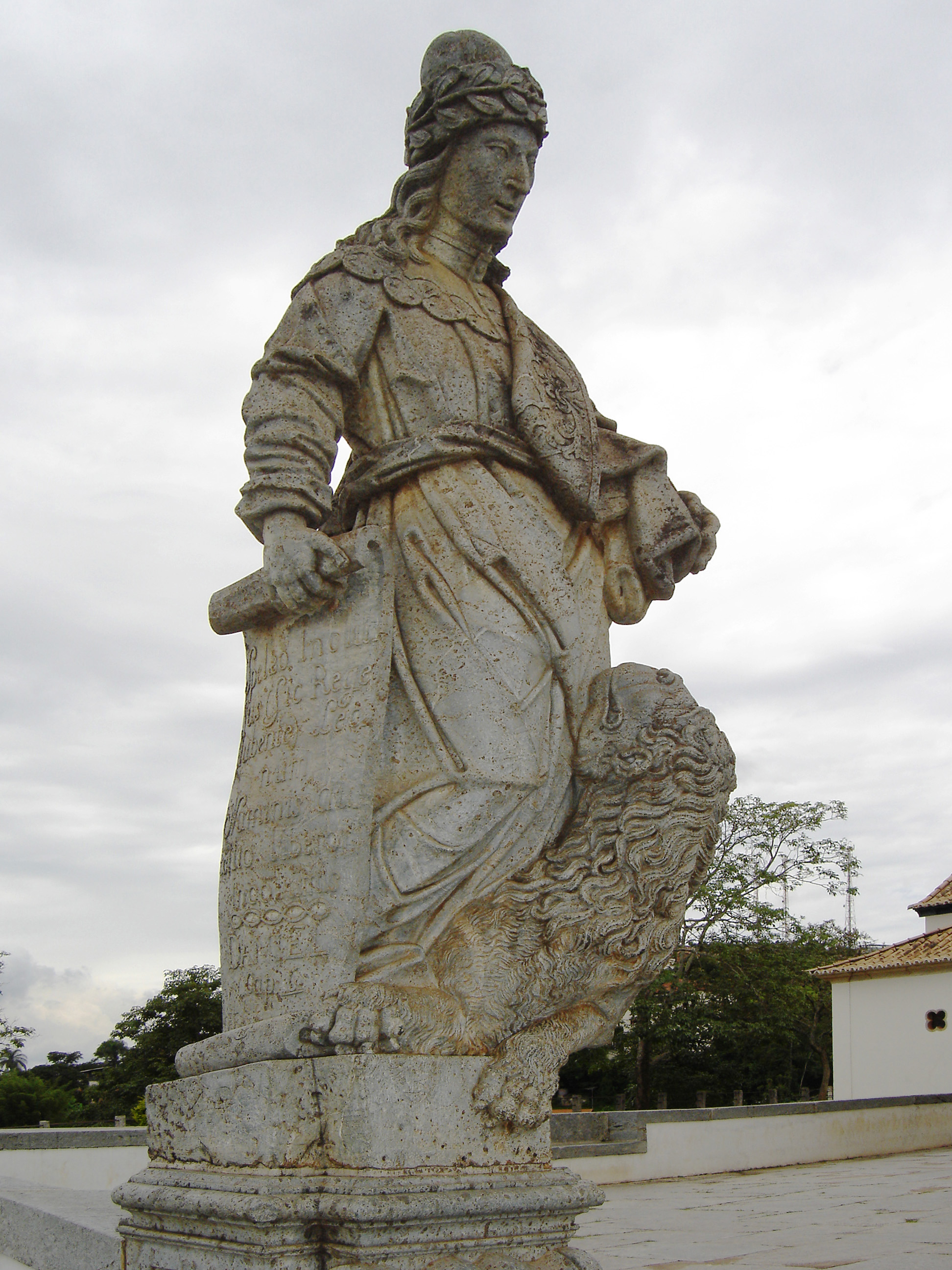
Profeta Daniel, por Aleijadinho, Congonhas, Minas Gerais, 1800-5

A historicidade de Daniel é duvidosa e contestada. No passado, não se duvidava de sua existência e da veracidade de seu livro, do qual era considerado o autor direto. Em favor desse literalismo, havia a visão de que a Bíblia foi escrita sob a inspiração divina, fortalecida por alguns elementos do livro que no Cristianismo assumiram um significado cristológico muito forte. Na era moderna, entretanto, a abordagem histórico-crítica questiona a autoria do livro e sua existência. O consenso acadêmico moderno entre historiadores e arqueólogos é de que Daniel nunca teria existido e o livro atribuído a ele seria uma alusão enigmática ao reinado de Antíoco Epifânio. Na literatura ugarítica há um juiz e sábio, chamado Daniel (Danil, Dnil ou Dan-El), caracterizado pela bondade, justiça, sabedoria e retidão excepcionais. Este Daniel pode ser o mesmo Daniel mencionado no Livro de Ezequiel. Esta descoberta levou muitos historiadores e estudiosos a considerar o profeta Daniel como uma derivação e historização do mito ugarítico. Outros estudiosos, no entanto, mantêm a historicidade do profeta, embora aceitem que ele não é o autor do livro bíblico, que apenas retrabalha sua história e a expande com lendas e tradições. Os autores fundamentalistas também consideram Daniel como um personagem histórico.

## Daniel na tradição posterior

### Judaísmo

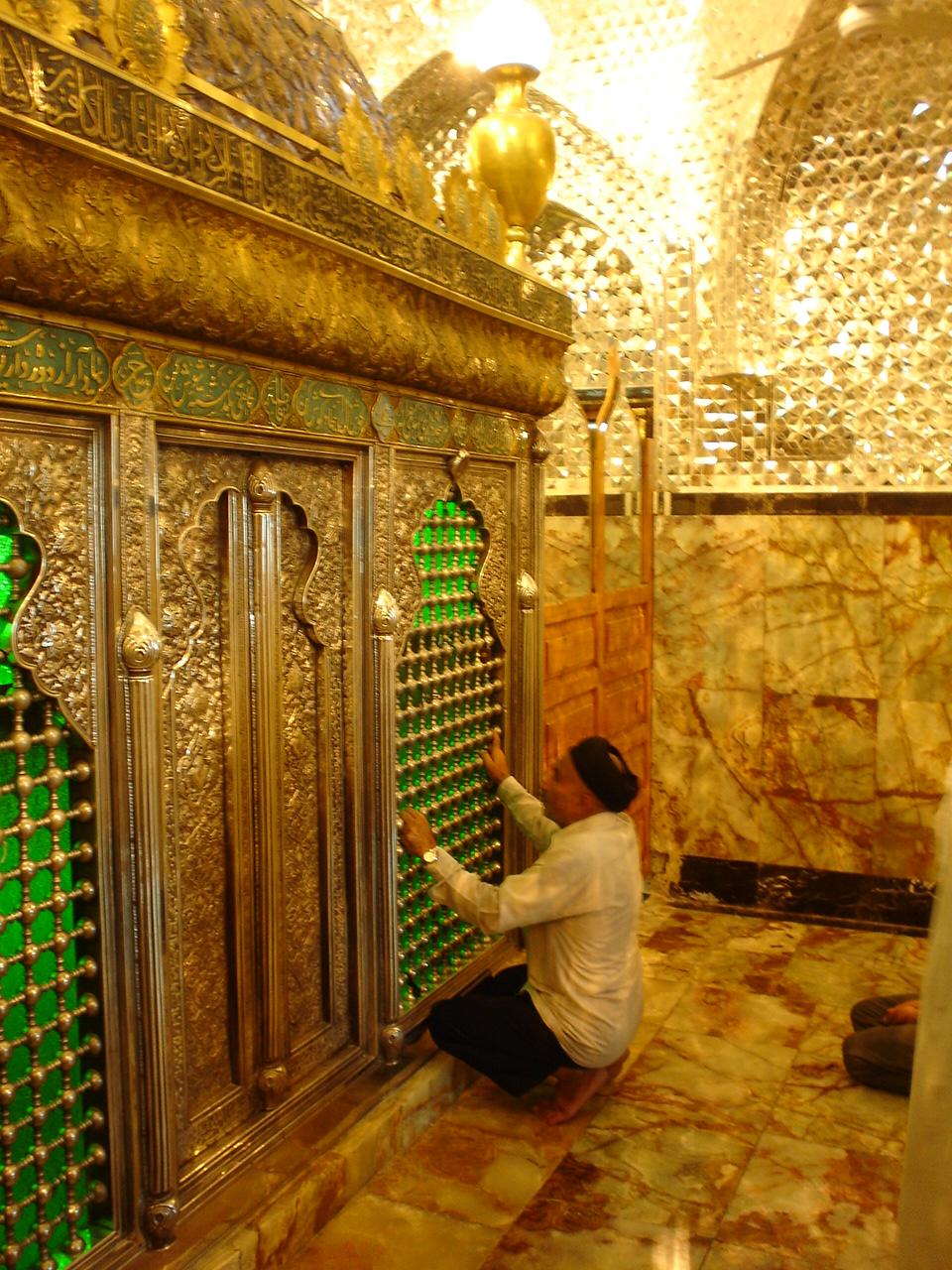
Túmulo de Daniel em Susã

Daniel não é considerado um profeta no judaísmo: considera-se que a profecia terminou com Ageu, Zacarias e Malaquias. Na Bíblia Hebraica, seu livro não está incluído nos Profetas (a Bíblia Hebraica tem três seções, Torá, Profetas e Escritos), talvez porque seu conteúdo não corresponda aos livros proféticos; não obstante, as oito cópias encontradas entre os Manuscritos do Mar Morto e os contos adicionais do texto grego são um testemunho da popularidade de Daniel nos tempos antigos.
As alusões na literatura rabínica à história bíblica de Daniel contém várias expansões, elaborações e inferências além do texto apresentado no Livro de Daniel. Os rabinos judeus do primeiro milênio depois de Cristo consideravam Daniel o membro mais ilustre da diáspora babilônica, insuperável em piedade e boas ações, firme em sua adesão à Lei apesar de estar rodeado por inimigos que buscavam sua ruína, e nos primeiros séculos d.C. eles escreveram as muitas lendas que cresceram em torno de seu nome. De acordo com a tradição rabínica Daniel pertencia a família real judaica; seu cativeiro foi profetizado pelo profeta Isaías ao rei Ezequias nestas palavras, "eles (os descendentes de Ezequias) serão eunucos no palácio do rei da Babilônia". Esse infortúnio se transformara em uma bênção quando Daniel e seus três companheiros puderam mostrar seus corpos mutilados a Nabucodonosor e assim provar sua inocência das acusações de levar uma vida impura.
Daniel manteve em mente o bem-estar de Nabucodonosor continuamente, e quando o rei foi condenado por Deus a viver como uma besta por um certo período, Daniel orou para que o período de punição fosse encurtado e sua oração foi concedida. É dito que Nabucodonosor o admirava muito e quando este estava morrendo, ele desejou incluir Daniel entre seus herdeiros, mas Daniel recusou a honra, dizendo que ele não poderia deixar a herança de seus antepassados pela dos incircuncisos. Daniel também restaurou a visão do rei Dario, que erroneamente jogou o piedoso Daniel na prisão sob falsas acusações, pelo que muitos se converteram ao judaísmo.

### Cristianismo

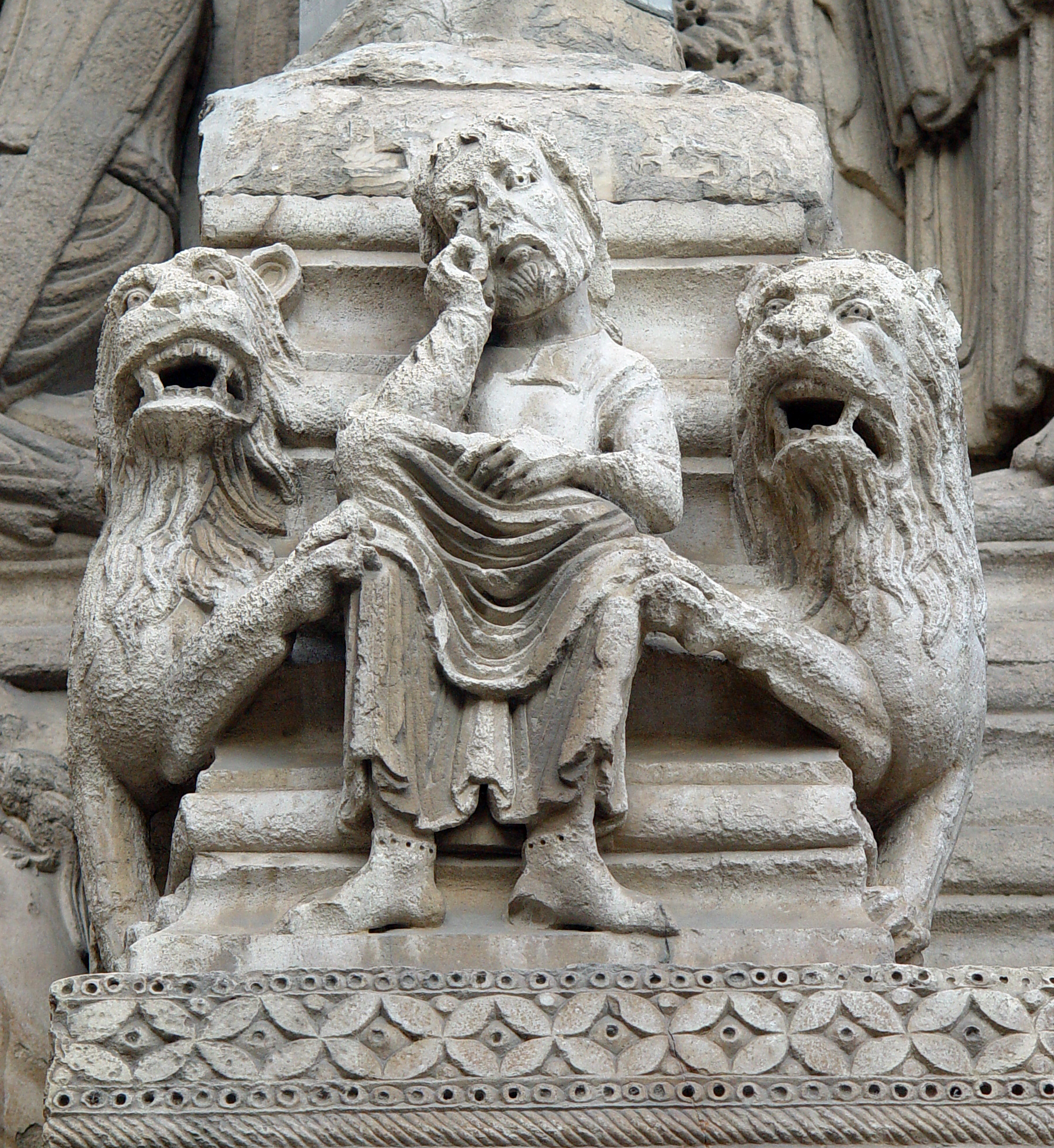
Daniel e os Leões - estátua em frente à Igreja de St. Tropez em Arles, na França.

Daniel é considerado uma figura muito importante no Cristianismo, principalmente porque alguns elementos de seu livro assumiram um significado cristológico muito forte, como a Profecia das Setenta Semanas que anunciaria, segundo alguns teólogos, o nascimento e morte de Jesus Cristo. O Novo Testamento faz uma referência a Daniel em Mateus 24:15, em referência à abominação da desolação.

“ Quando, pois, virdes o abominável da desolação de que falou o profeta Daniel, no lugar santo (quem lê entenda), então, os que estiverem na Judeia fujam para os montes ”.
Daniel também é citado no primeiro livro dos Macabeus relembrando o episódio da cova dos leões. A Epístola aos Hebreus também faz uma alusão ao profeta.(Hebreus 11:32-34:JPS)

#### Comemoração litúrgica
A Igreja Ortodoxa Oriental celebra a festa de São Daniel, o Profeta junto com a festa dos Três Jovens no Domingo dos Santos Patriarcas, que geralmente cai entre 11 e 17 de dezembro, ou seja, o último domingo antes do Natal. A profecia do capítulo 2 de seu livro, sobre a pedra que destruiu o ídolo dos pés de barro, é frequentemente usada na hinologia como metáfora para a Encarnação. Assim, a "pedra" é Cristo e aquilo que "não foi cortado por mão humana" refere-se ao nascimento virginal, a Virgem Maria ou Teótoco, sendo a "montanha não cortada". Também é comemorado no Calendário dos Santos da Igreja Luterana do Missouri junto com os Três Jovens no dia 17 de dezembro, coincidindo com a celebração ortodoxa.
Na Igreja Católica, seu aniversário é comemorado em 21 de julho. A Igreja Copta, por sua vez, celebra-o no dia 23 de Baramhat, equivalente a 3 de abril.

### Islamismo

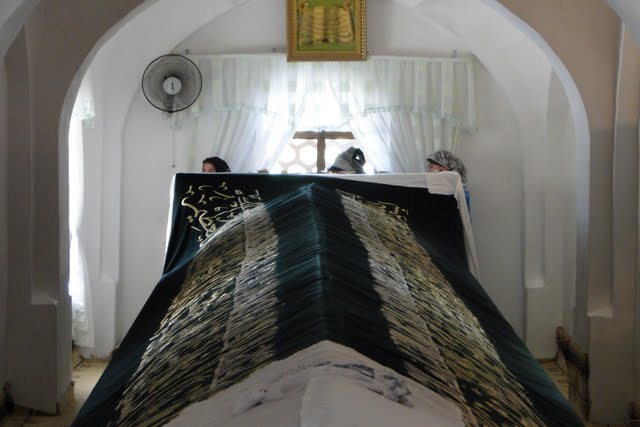
A tumba de Daniel em Samarcanda

Daniel (árabe: دانيال, Danyal) não é mencionado pelo nome no Alcorão, mas há relatos de sua condição de profeta na literatura muçulmana posterior, que conta como ele foi resgatado dos leões com a ajuda do profeta Jeremias (em Bel e o Dragão é o profeta Habacuque que desempenha esse papel) e interpretou o sonho do rei de uma estátua feita de quatro metais destruída por uma pedra do céu. Todas as fontes, clássicas e modernas, o descrevem como um homem santo e justo. Abdullah Yusuf Ali (1872–1953) em seu comentário do Alcorão diz:
Daniel foi um homem justo de linhagem principesca e viveu por volta de 620–538 a.C. Ele foi levado para a Babilônia em 605 a.C. por Nabucodonosor, o assírio, mas ainda vivia quando a Assíria foi derrubada pelos medos e persas. Apesar do "cativeiro" dos judeus, Daniel desfrutou dos mais altos cargos de Estado na Babilônia, mas sempre foi fiel a Jerusalém. Seus inimigos (sob o monarca persa) conseguiram que uma lei criminal fosse aprovada contra qualquer um que "fizesse uma petição de qualquer deus ou homem por 30 dias", exceto o rei persa. Mas Daniel continuou fiel a Jerusalém. "Estando as janelas abertas em seus aposentos em direção a Jerusalém, ele se ajoelhava três vezes por dia, orava e dava graças a seu Deus, como antes."

— Abdullah Yusuf AliThe Holy Qur'an: Text, Translation and Commentary
No Kitab al-Kafi, o Imam Ali ibn Husayn Zayn al-Abidin afirma que Alá revelara a Daniel que, "Os mais odiados entre minhas criaturas são os ignorantes que desrespeitam os estudiosos e não os seguem. Os mais amados por Mim em Meus servos são os piedosos que trabalham duro para ter direito a maiores recompensas, que sempre ficam perto dos estudiosos, seguem as pessoas que se destacam e aceitam (os conselhos de) pessoas de sabedoria".
As tradições islâmicas dizem que ele pregou no Iraque durante os reinados dos reis persas Lahorasp e Ciro, o Grande, e ensinou a eles a unidade de Deus e exortou o povo a voltar para Deus. O historiador Al Tabari conta que milhares de pessoas que morreram em certa cidade por uma epidemia foram ressuscitadas mil anos depois por Daniel; tal episódio historiciza a visão do profeta Ezequiel no capítulo 37. Ciro havia encarregado o profeta de ensinar a religião verdadeira. Quando Daniel lhe pediu permissão para reconstruir o Templo de Jerusalém e voltar para a Palestina, o rei concordou com primeiro pedido, mas se recusou a deixá-lo ir, alegando que “se eu tivesse mil profetas como você, faria com que todos ficassem comigo”. Em outra tradição, no entanto, o profeta é considerado rei de Israel após o retorno do Cativeiro na Babilônia. Daniel também é creditado pela invenção da geomancia (“ilm al-raml”) e a autoria do livro “Usul al-Ta'bir” (Os Princípios de Interpretação dos Sonhos). Ibn Taymiyya, em seu livro Al Jawaab, escreve muito sobre Daniel anunciando a vinda de Muhammad (Maomé).
Uma tradição muçulmana considera que havia dois homens chamados Daniel na Bíblia Hebraica. Daniel, o Velho, sendo o sábio mencionado no Livro de Ezequiel, que teria vivido entre a época de Noé e Abraão e foi o criador das ciências citadas acima; e Daniel, o Jovem, que viveu no tempo do Cativeiro Babilônico, cuja vida está registrada no Livro de Daniel, e segundo uma tradição era tio materno de Ciro, cuja mãe era judia. Daniel, o Jovem, é creditado pela autoria do livro Kitab al-Jafar (Livro da Adivinhação) e muitas profecias relativas aos reis da Pérsia. No entanto, alguns estudiosos como Ibn Kathir rejeitam a distinção e trataram ambos "Daniéis" como uma mesma pessoa. De acordo com Muhammad ibn Jarir, Nabucodonosor foi quem ordenou que Daniel fosse lançado na cova dos leões. Uma cova foi cavada para ele; o profeta juntamente com cinco companheiros foram jogados na cova. Algum tempo depois, o rei se aproximou da cova e viu sete pessoas em vez de seis. A sétima pessoa era um anjo, que deu um golpe no rosto de Nabucodonosor e com isso o transformou em fera.

### Bahá'í
Daniel é considerado um profeta menor nos ensinamentos da Fé Baháʼí. Alguns convertidos bahá'ís introduziram o princípio da reencarnação, especificamente identificando Daniel a João.